# Blocco Studentesco
Blocco Studentesco är en nyfascistisk studentorganisation i Italien. Blocco Studentesco är CasaPounds ungdomsförbund, bildat 2006. Generalsekreterare är Francesco Polacchi. Blocco Studentesco anordnar bl.a. politiska kampanjer, politiska föredrag och diskussionskvällar.